# Mesotelioma peritoneal

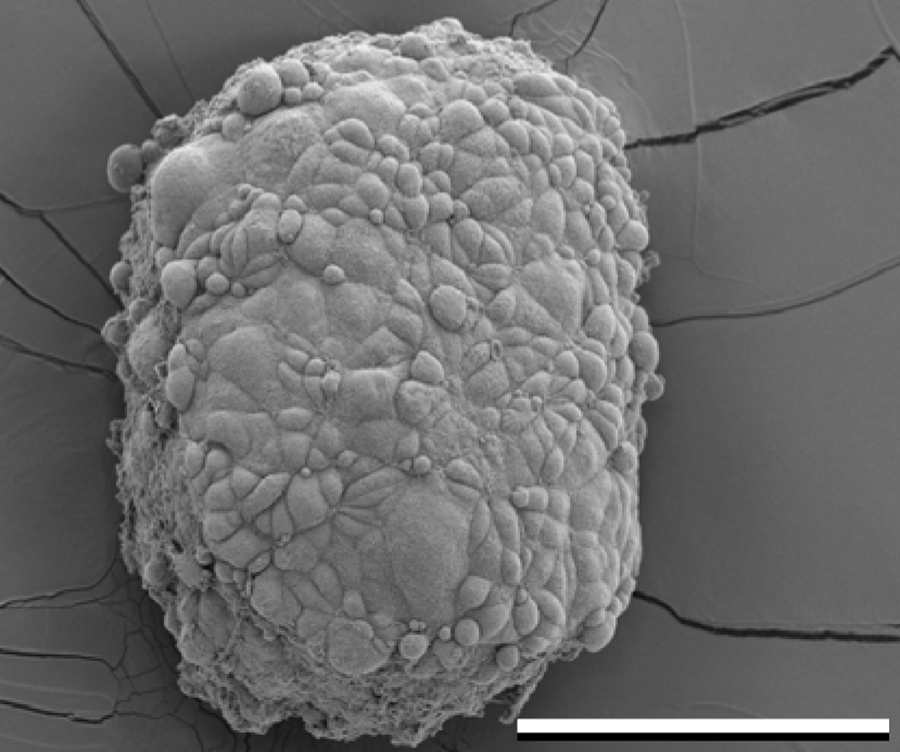
Mesothelioma Spheroid

El mesotelioma peritoneal es un tipo de cáncer que se origina en el peritoneo, membrana que envuelve diferentes órganos situados dentro del abdomen.  Debe distinguirse de otros tipos de mesotelioma, entre ellos el mesotelioma pleural que se origina en la pleura y el mesotelioma pericárdico.

## Etiología
Afecta con más frecuencia a varones que a mujeres, la edad media de los pacientes oscila entre 65 y 69 años. El 50% de los casos está relacionado con la exposición a asbesto, sustancia cancerígena que se emplea para la fabricación de numerosos materiales de construcción y que ha sido prohibida en muchos países por sus efectos perjudiciales para la salud. Se cree que las fibras de asbesto tras ser inhaladas pasan a los vasos linfáticos desde donde alcanzan el peritoneo, provocando el desarrollo de este tipo de cáncer.

## Histología
Se origina las células mesoteliales serosas presentes en el peritoneo.

## Clínica
La sintomatología inicialmente es poco específica y se manifiesta por pérdida de peso, dolor abdominal y aumento del diámetro del abdomen. En fases más avanzadas aparece ascitis. 

## Diagnóstico
El diagnóstico se sospecha por los síntomas y la visualización de diferentes nódulos en peritoneo al practicar estudios de imagen con tomografía axial computarizada u otras técnicas.  Si existe ascitis la punción abdominal para extraer el líquido y el posterior estudio citológico confirma el diagnóstico. El diagnóstico definitivo precisa obtener una biopsia del tejido sospechoso y su análisis histológico.

## Tratamiento
El tratamiento más utilizado es la terapia combinada de cirugía con radioterapia o quimioterapia, esta última utilizando cisplatino. Puede emplearse la quimioterapia intraperitoneal.  El pronóstico es variable dependiendo del tipo histológico, la edad del paciente, el grado de desarrollo del tumor y su diseminación.